# Leptodactylus dominicensis
Leptodactylus dominicensis es una especie de ránidos de la familia Leptodactylidae.

## Distribución geográfica
Es  endémica de la República Dominicana. 

## Estado de conservación
Se encuentra amenazada de extinción por la pérdida de su hábitat natural.